# Archer Artillery System
L'Archer Artillery System è un semovente d'artiglieria da 155 mm svedese sviluppato da Saab Bofors Dynamics e prodotto da BAE Systems AB.

## Sviluppo
Nel 1989 Försvarets Materielverk, l'agenzia per gli acquisti del Ministero della Difesa svedese, ha avviato un progetto di studio chiamato APS 2000 per produrre prototipi per un futuro semovente d'artiglieria. Il progetto si concluse nel 1992 e si concentrò principalmente sulle prestazioni e sulle munizioni, ma anche sui sottosistemi e sulle piattaforme. Nel 1992 è stato avviato il progetto REMO utilizzando obici FH-77A e il telaio di un autocarro ribaltabile Volvo come piattaforma.
La piattaforma scelta per l'Archer è il camion articolato 6×6 Volvo A30E, che ospita nella cabina blindata l'intero equipaggio, composto di un massimo di 4 persone. Il semovente trasporta 21 munizioni da 155 mm ed è dotato di un sistema di caricamento automatico. Il veicolo portamunizioni a supporto dell'obice trasporta 100 munizioni.
Nel 2003 la Danimarca si è unita al progetto, salvo poi ritirarsi nel 2006. Sempre nel 2003 FMV ha assegnato a Saab Bofors Dynamics un contratto per la produzione di due prototipi, che vennero testati tra il 2005 e il 2006.
Nel novembre 2008 Svezia e Norvegia hanno firmato un accordo per la cooperazione nello sviluppo dell'Archer e a gennaio 2009 è stato assegnato a BAE Systems il contratto per la produzione in serie del semovente, ordinato in 24 esemplari dalla Svezia e in altri 24 esemplari dalla Norvegia, che sarebbero stati consegnati rispettivamente a partire dal 2011 e dal 2013. L'entrata in servizio dell'Archer era inizialmente prevista per il 2012 ma è stata inizialmente posticipata al 2013 a causa di problemi tecnici emersi durante lo sviluppo. L'esercito svedese ha ricevuto i suoi primi quattro Archer di pre-serie destinati all'addestramento il 18 ottobre 2013. Il 6 dicembre 2013 il governo norvegese ha annunciato che la Norvegia si sarebbe ritirata dal contratto adducendo che gli Archer non soddisfacevano le esigenze norvegesi.
Il 28 settembre 2015 BAE Systems ha consegnato a FMV il primo semovente di serie. I primi 4 semoventi di serie sono stati consegnati all'esercito svedese da FMV il 1º febbraio 2016. Il 20 settembre 2016 il ministro della difesa svedese Peter Hultqvist ha annunciato che la Svezia avrebbe acquistato i 24 Archer rifiutati dalla Norvegia. Le consegne dei 48 obici sono state ultimate nel novembre 2022. Nel 2019 è stata presentata una nuova configurazione montata su camion 8×8 Rheinmetall MAN HX2.

## Operatori
Regno Unito
- British Army

14 acquistati di seconda mano dalla Svezia a marzo 2023 e consegnati nell'ottobre dello stesso anno.
 Svezia
- Esercito svedese

48 su telaio Volvo, di cui 24 consegnati a partire dal 2015 e altri 24 acquistati dopo che non sono stati acquistati dalla Norvegia. 48 su telaio Rheinmetall MAN HX acquistati nel 2023. 14 venduti al Regno Unito e 8 donati all'Ucraina nel 2023.
 Ucraina
- Forze terrestri ucraine

8 donati dalla Svezia nel 2023.